# Voyager of the Seas
Le Voyager of the Seas est un navire de croisière de classe Voyager appartenant à Royal Caribbean International. Construit en 1999, il peut accueillir à son bord plus de 3000 passagers. Il fut construit aux chantiers Aker Finnyards à Turku en  Finlande.

## À bord duVoyager of the Seas
Le Voyager of the Seas est un véritable palace flottant. En effet, le navire contient à son bord une panoplie d'installations et fut le premier à proposer à ses passagers un mur d'escalade (localisé à l'arrière de la cheminée) ainsi qu'une patinoire.

La Royal Promenade fut également une première mondiale à bord du Voyager of the Seas, celle-ci se trouve au cœur du bateau et consiste en une rue de marbre bordée de restaurants et de magasins. Cette rue parcourant les 3⁄4 de la longueur du navire ainsi que le théâtre de 3 étages La Scala sont le centre des activités nocturnes. Les passagers peuvent admirer des spectacles dignes des meilleurs de Broadway dans ce magnifique théâtre.

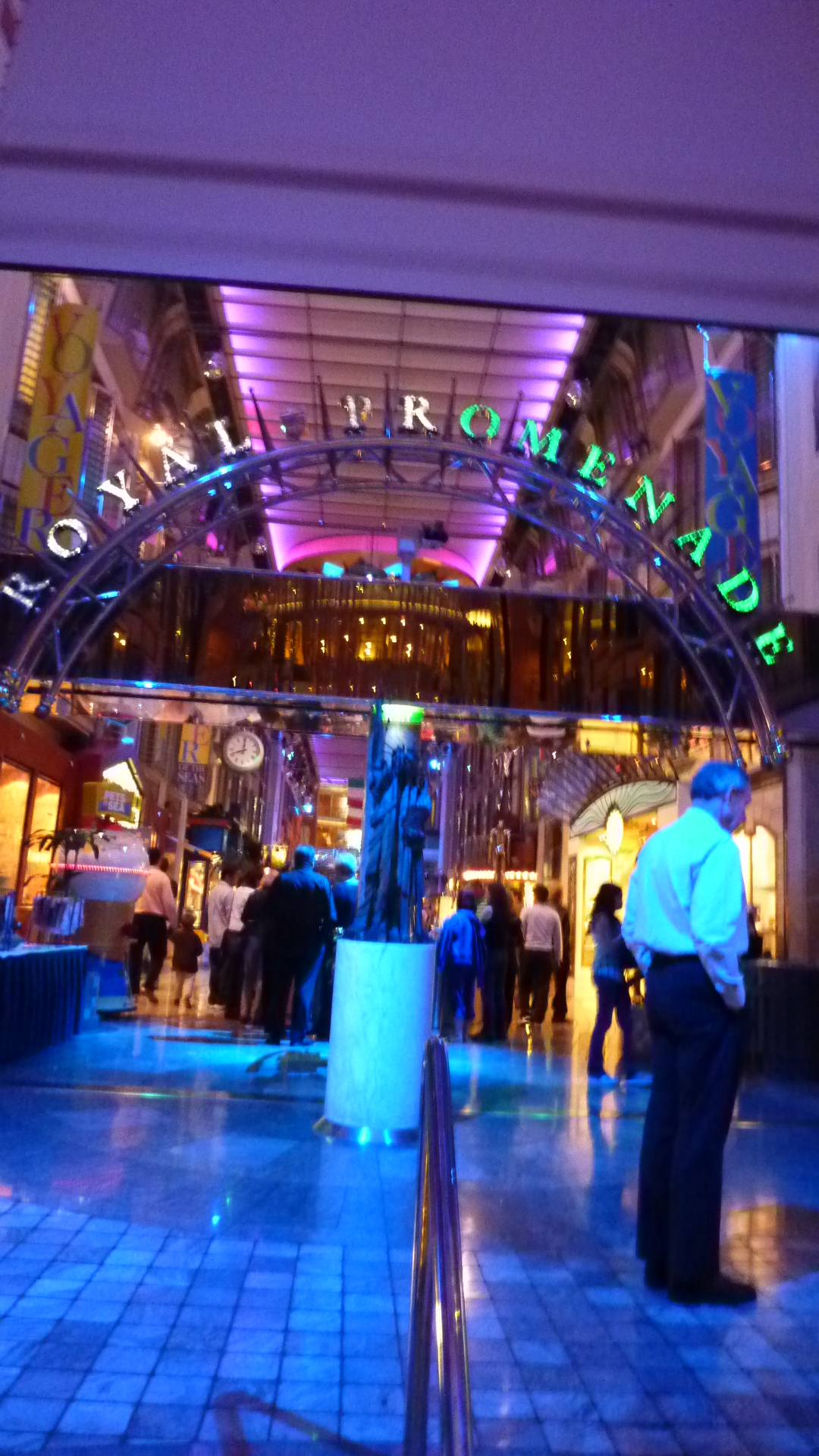
La Royal Promenade.

## Activités
- Patinoire
- Mur d'escalade
- Piste de roller
- Mini-golf
- Simulateur de basket
- Terrain de basket
- Adventure Ocean, club pour les jeunes proposant:
  - Toboggan
  - Tennis de table
  - Piscine pour enfants

## Autres installations
- Royal Promenade
- Casino
- Salle à manger principale de 3 étages
- Restaurants dont Johnny Rockets (Ambiance des années 50) et Portofino (Italien)
- Bars à thèmes et salons
- Centre thermique et de fitness
- Chapelle
- Piscines
- Librairie
- Optix, club pour adolescents
- The Vault, club de nuit